# هاري جي. بالمر
هاري جي. بالمر هو سياسي أمريكي، ولد في 28 فبراير 1872، وتوفي في 12 فبراير 1948. نشط حزبياً في الحزب الديمقراطي. وقد انتخب عضو مجلس ولاية نيويورك ‏.